# Собрал-де-Сан-Мігел
Собрал-де-Сан-Мігел (порт. Sobral de São Miguel; МФА: [su.ˈbɾaɫ dɨ ˈsɐ̃w mi.ˈgɛɫ]) — парафія в Португалії, у муніципалітеті Ковілян. Розташована в східній частині країни, на теренах історичної португальської провінції Бейра. Входить до складу округу Каштелу-Бранку. За адміністративним поділом, чинним до 1976 року, терени парафії були складовою провінції Нижня Бейра. Належить до Порталегрівсько-Каштелу-Бранківської діоцезії Католицької церкви. Патрон — святий Михаїл. Площа — 23,9352 км². Населення — 418 ос. (2011). Слабо урбанізований регіон. Густота населення — 17,46 осіб/км²
. Код — 050322.

## Населення
| Кількість мешканців | Кількість мешканців | Кількість мешканців | Кількість мешканців | Кількість мешканців | Кількість мешканців | Кількість мешканців | Кількість мешканців | Кількість мешканців | Кількість мешканців | Кількість мешканців | Кількість мешканців | Кількість мешканців | Кількість мешканців | Кількість мешканців |
| ------------------- | ------------------- | ------------------- | ------------------- | ------------------- | ------------------- | ------------------- | ------------------- | ------------------- | ------------------- | ------------------- | ------------------- | ------------------- | ------------------- | ------------------- |
| 1864                | 1878                | 1890                | 1900                | 1911                | 1920                | 1930                | 1940                | 1950                | 1960                | 1970                | 1981                | 1991                | 2001                | 2011                |
| 531                 | 668                 | 851                 | 801                 | 929                 | 1 003               | 1 044               | 1 152               | 1 319               | 1 457               | 1 197               | 943                 | 744                 | 686                 | 418                 |